# کومته دو لوتریامون
کومته دو لوتریامون (فرانسوی: Comte de Lautréamont‎; ۴ آوریل ۱۸۴۶ – ۲۴ نوامبر ۱۸۷۰) شاعر فرانسوی متولد اوروگوئه بود. آثارش تأثیر شگرفی بر ادبیات مدرن، به‌ویژه بر موقعیت‌گرایان و سوررئالیست‌ها گذاشت.
در واقع اسم حقیقی او «ایزیدور دو کاس Isidore Ducasse» است. او از سیزده سالگی به فرانسه آمد و تحصیلات دبیرستانی خود را در دو شهر «تارب Tarbes» و «پو (فرانسه) Pau» گذراند که تا سال ۱۸۶۵ به طول انجامید. وی در پایان دورهٔ دبیرستان یک بار دیگر به مونته‌ویدئو بازگشت و پس از دو سال در سال ۱۸۶۷ به فرانسه مراجعت نمود.
در سال ۱۸۶۸ منظومه ای به نام شعر نخستین (که سال بعد در مجموعه اشعارش دوباره چاپ شد) بدون نام سراینده انتشار یافت. در حقیقت دیوان اشعار وی با عنوان نغمه های مالدورور در بروکسل منشر شد، اما ناشر وقتی اشعار را به دقت مطالعه کرد از عواقب کارش به هراس افتاد و نسخه های پخش شدهٔ آن را جمع آوری کرد. این مجموعه با اسم مستعار «کنت دو لوتره آمون» به چاپ رسید که نامی اشرافی و پر طمطراق بود.آندره ژید برنده ی جایزه ی نوبل ادبیات،بعد از خواندن کتاب ششم مالدورور از اشعار خودش شرمنده شد و می خواست برای همیشه نوشتن را کنار بگذارد.
کتاب سروده‌های مالدورور توسط علی طباخیان به فارسی نیز ترجمه شده است.

## آثار
- نغمه های مالدورور
- اشعار